# Axel Ljung
Harald Axel Fredrik Ljung (Stockholm, 1884. március 31. – Stockholm, 1938. február 5.) olimpiai bajnok svéd tornász, atléta.
Az 1906. évi nyári olimpiai játékokon, és három atlétika számban indult: 100 méteres síkfutásban, 110 méteres gátfutásban és helyből távolugrásban. Érmet egyikben sem nyert.
Részt vett az 1908. évi nyári olimpiai játékokon, egy torna versenyszámban, a csapat összetettben és a svéd válogatottal aranyérmes lett.
Klubcsapata az AIK Solna volt.